# Универсальный солдат (фильм, 1971)
«Универсальный солдат» (англ. Universal Soldier) — приключенческий фильм 1971 года производства США, ради съемок в котором Джордж Лэзенби отказался от дальнейших съёмок в роли Джеймса Бонда.

## Сюжет
Отошедший от дел наемник Райкер приезжает в Лондон, чтобы подготовить армию африканского диктатора, который собирается устроить у себя в стране переворот. К Райкеру возвращаются воспоминания об ужасах войны, и он решает отказаться от задания.